# Grete Neuwalder
Grete Neuwalder (geboren 22. November 1898 in Berlin; getötet 1942 im Vernichtungslager Kulmhof, heute Chełmno) war eine Bildhauerin und Keramikerin.

## Leben und Werk
Margaret(h)e Erwine Klara Neuwalder war die Tochter des Vertreters Hugo Neuwalder (1870–1936). Ihre Mutter Rosa Neuwalder, geborene Fröhlich (* 1874) wurde 1944 deportiert und ermordet.
Grete Neuwalder studierte in der Zeit von 1914 bis 1919 an der Kunstgewerbeschule Wien bei Michael Powolny in der Keramikwerkstätte und in der Fachklasse Architektur bei Oskar Strnad sowie bei Adolf Boehm und Anton von Kenner. Im Anschluss war sie für die Wiener Werkstätte (WW) und die Keramikfirma Goldscheider tätig. Für die WW schuf sie figurale Keramik wie Köpfe, Büsten und sitzende Figuren.
Sie heiratete den Bauhaus- und Adolf-Loos-Schüler, Architekten und Möbeldesigner Otto Breuer. Von 1935 bis 1938 hielt sie sich bei Felice Rix-Ueno in Japan auf. Nach dem Suizid ihres Mannes und seines Bruders in der Pogromnacht 1938 kehrte sie nach Wien zurück. Ihre letzte Meldeadresse war die Lindengasse 32 in Wien 7. Von dort wurde sie am 15. Oktober 1941 nach Litzmannstadt, heute Łódź, deportiert.

## Werke (Auswahl)

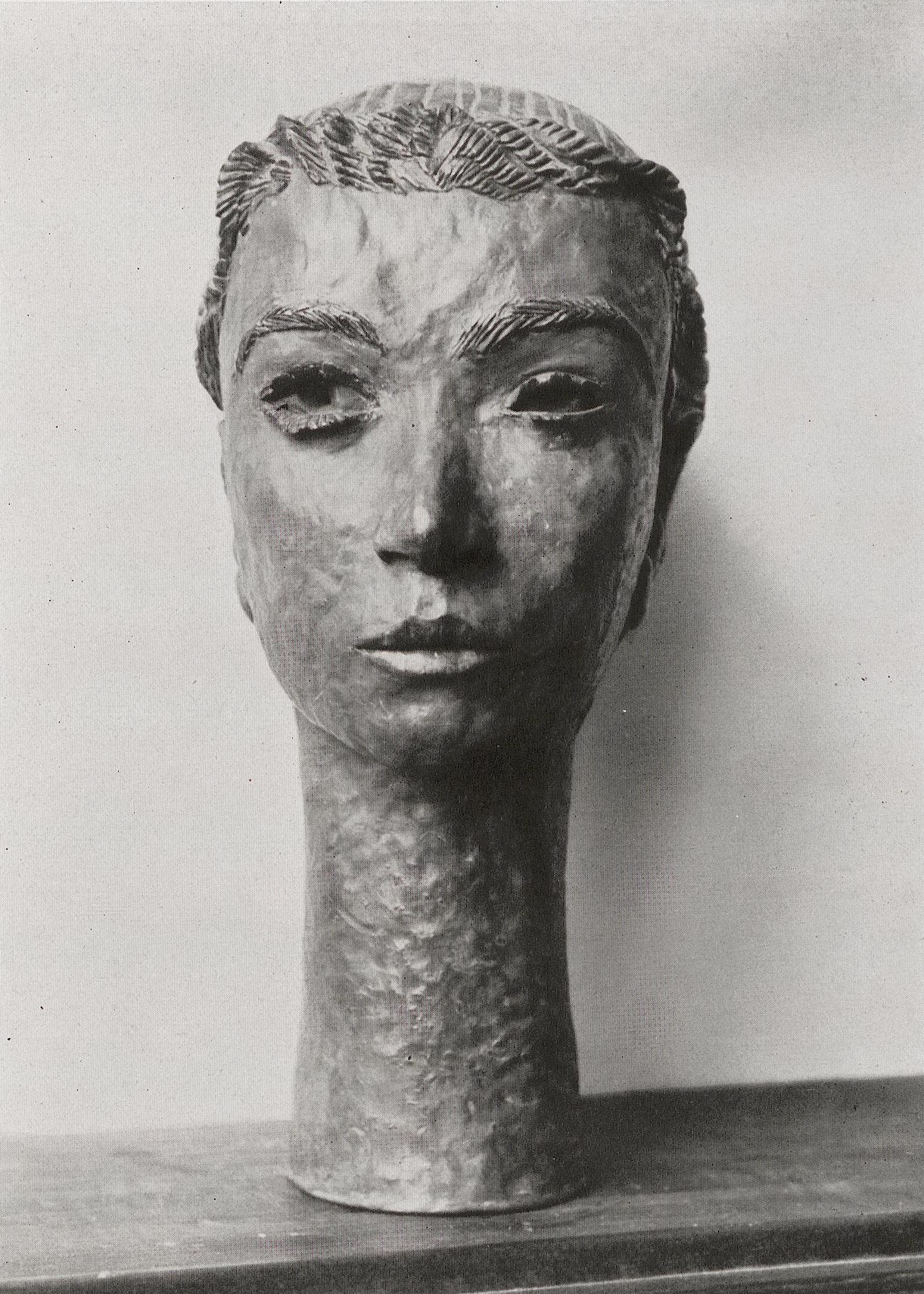
Grete Neuwalder: Mädchenkopf

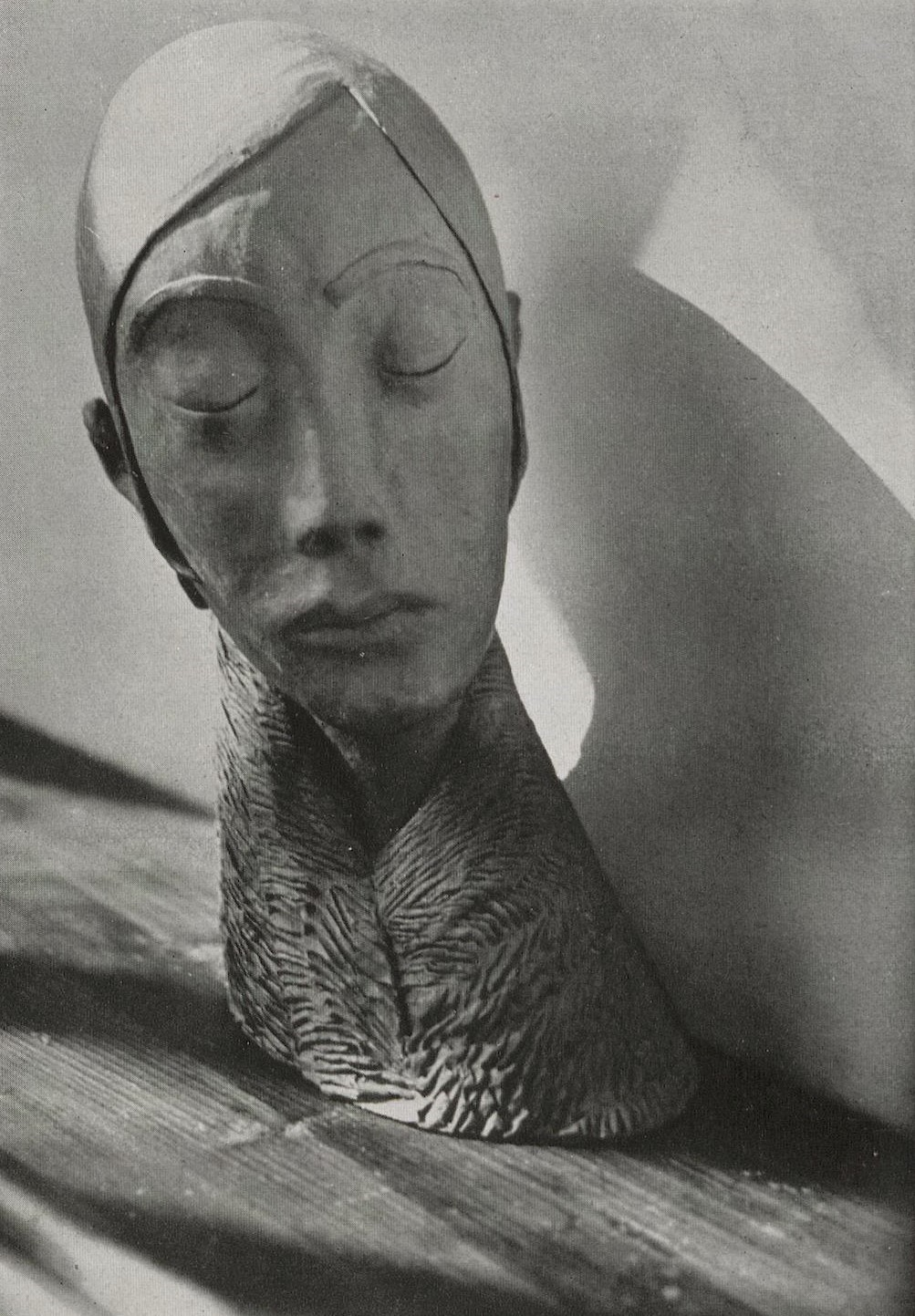
Grete Neuwalder: Mädchenkopf

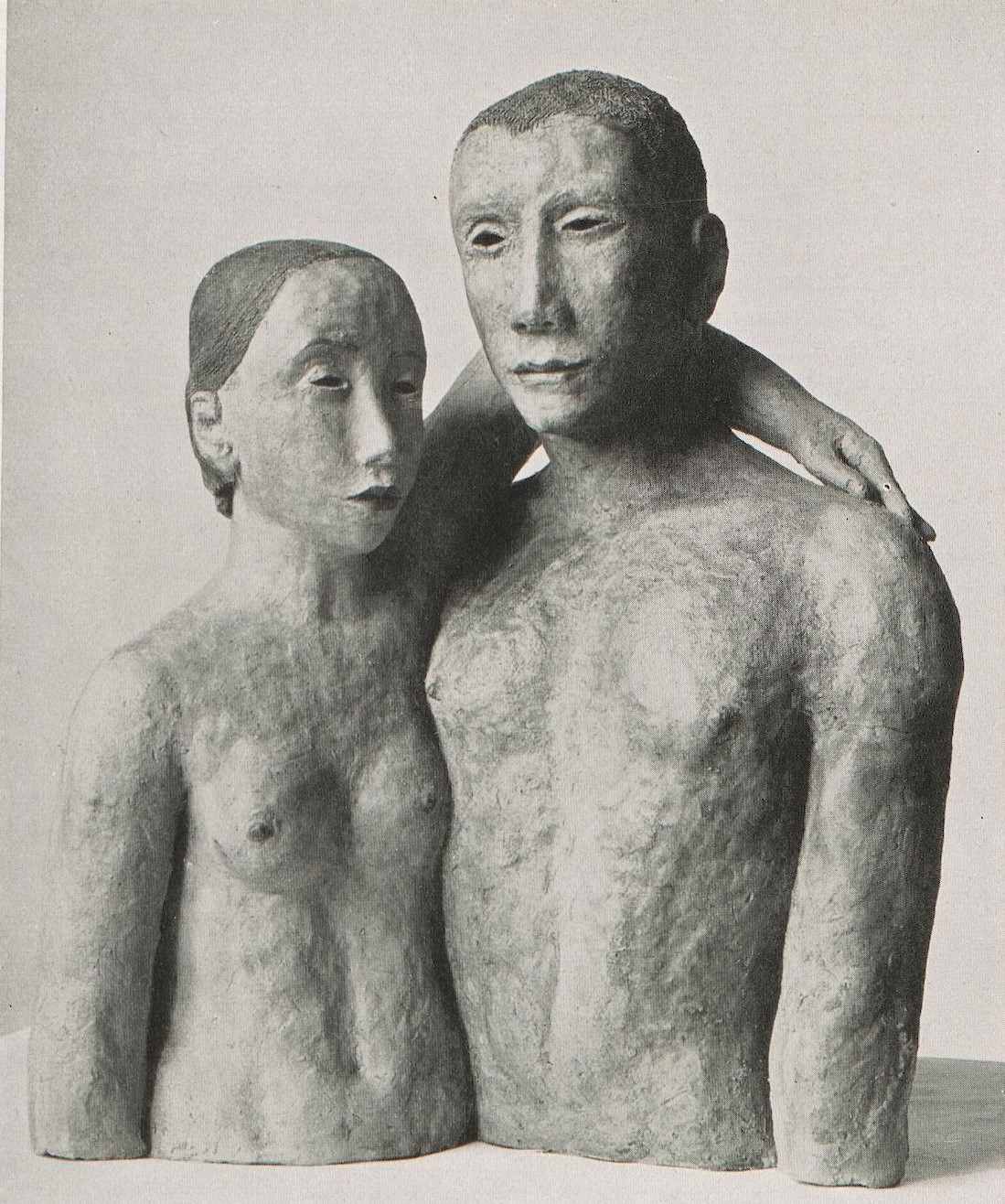
Grete Neuwalder: Paar

- 1919: Erna, Modellnummer: K 478-27[7]
- 1919: Lavinia, Modellnummer: K 488-27[8]
- 1919: Ali, Modellnummer: K 481-27[9]
- 1919: Winawa, Modellnummer: K 487-27[10]
- ohne Jahr: Figur kniend[11]

## Ausstellungen
- 1920, 1927: Kunstschau, Österreichisches Museum für Kunst und Industrie, Wien[12][13][14][15][16]
- 1922: Kollektivausstellung der Künstlervereinigung „Freie Bewegung“, Hagenbund[1]
- 1922: Deutsche Gewerbeschau, München[17]
- 1925: Exposition internationale des arts décoratifs et industriels modernes, Paris[1]
- 1927: Europäisches Kunstgewerbe, Leipzig
- 1929: Kunstgewerbe-Schau, Künstlerhaus[18]
- 1929: Wiener Frauenkunst, Österreichisches Museum für Kunst und Industrie, Wien[1]
- 1930: Neue Burg[1]
- 1930: Werkbundausstellung, Österreichisches Museum für Kunst und Industrie, Wien[19][20][21]
- 1935: Ausstellung, Tokio[22]

Posthum
- 2021: „Die Frauen der Wiener Werkstätte“, MAK Wien[1]

## Auszeichnungen
- Ehrendiplom der Exposition internationale des arts décoratifs et industriels modernes[1]